# Jerzy Czartoryski (zm. 1626)
Jerzy (Jurij) Czartoryski (ur. ok. 1560, zm. 1626), książę na Klewaniu, starosta łucki. Początkowo przeciwnik unii brzeskiej, w 1598 r. uznał ją i przeszedł na katolicyzm. Fundator kościoła farnego w Klewaniu.

## Drzewo Genealogiczne
| 4. Fiodor Michałowicz Czartoryski (zm. 1542) |  |                                           |  |  |                              |
|                                              |  | 2. Iwan Federowicz Czartoryski (zm. 1566) |  |  |                              |
| 5. Zofia Sanguszko                           |  |                                           |  |  |                              |
|                                              |  |                                           |  |  | 1. Jerzy (Jurij) Czartoryski |
| 6. NN                                        |  |                                           |  |  |                              |
|                                              |  | 3. Anna Zasławska                         |  |  |                              |
| 7. NN                                        |  |                                           |  |  |                              |
|                                              |  |                                           |  |  |                              |

Jego pierwszą żoną była Aleksandra Wiśniowiecka (zm. 1612), córką Andrzeja Wiśniowieckiego i Eufemii Wierzbickiej, a którą poślubił ok. 1580 (rozwiedli się ok. 1605). Mieli trzech synów:
- Aleksandra (zm. przed 1605),
- Adriana (zm. przed 1618),
- Mikołaja Jerzego (zm. 1662).

Jego drugą żoną była Halszka Holowinska, z którą miał syna i dwie córki:
- Andrzeja,
- Zofię (zm. ok. 1649/1650), od 1646 żonę Kazimierza Piaseczyńskiego (zm. 25 listopada 1659),
- Halszkę, żonę Stanisława Firleja.

Jego trzecią żoną była Zofia Lubomirska, córka Andrzeja Bogumiła Lubomirskiego i Anny Radziwiłł.